# Sinopoda taa
Sinopoda taa – gatunek pająka z rodziny spachaczowatych i podrodziny Heteropodinae.

## Taksonomia
Gatunek ten opisany został po raz pierwszy w 2012 roku przez Petera Jägera na łamach „Zootaxa”. Jako miejsce typowe wskazano Tham Nam Eng w laotańskiej prowincji Louang Namtha. Epitet gatunkowy oznacza po laotańsku „oko” i odnosi się do zachowania u tego pająka wszystkich par oczu.

## Morfologia
Jedyny zmierzony okaz jest samicą o ciele długości 18,3 mm przy prosomie długości 8,3 mm i szerokości 7,2 mm oraz opistosomie (odwłoku) długości 10 mm i szerokości 5,8 mm. U okazu przechowywanego w alkoholu karapaks jest żółtawobrązowy z rudobrązową jamką i promieniście rozchodzącymi się paskami, szczękoczułki są ciemnorudobrązowe, warga dolna rudobrązowa, szczęki ciemnożółtobrązowe, sternum bladożółtawobrązowe, odnóża żółtawobrązowe, a opistosoma szarawobrązowa do żółtawobrązowej. Wszystkie pary oczu są zachowane. Szczękoczułki mają trzy zęby na krawędzi przedniej i cztery na tylnej. Genitalia samicy mają szersze niż dłuższe pole epigynalne z dwoma sensillami szczeliniastymi i dwoma krótkimi pasmami przednimi. Boczne płaty wulwy są częściowo zlane, o tylnej krawędzi niemal poprzecznie prostej, jedynie z delikatnym wcięciem pośrodku. Kieszonki epigynalne cechują się wklęśniętymi i lekko pofalowanymi krawędziami. Umieszczone blisko krańców kieszonek epigynalnych bruzdy boczne są słabo widoczne, poprzeczne. Układ kanalików wewnętrznych jest w przedniej części szerszy niż w tylnej. Spermateki są niezakrzywione. Przewody zapładniające są długie i liściowate.

## Rozprzestrzenienie
Pająk orientalny, endemiczny dla Laosu, znany tylko z lokalizacji typowej na terenie prowincji Louang Namtha. Odnaleziony w jaskini na wysokości 730 m n.p.m.